# Вишнёвое (Брянская область)
Вишнёвое — деревня в составе Ивайтёнского сельского поселения Унечского района Брянской области.

## История
В 1964 г. Указом Президиума ВС РСФСР деревня Плевки переименована в Вишнёвую.

## Население
| 2010 | 2013 |
| ---- | ---- |
| 16   | ↘11  |